# 贾尼丝·梅森
贾尼丝·梅森（英語：Janice Mason，1959年11月23日—），加拿大女子赛艇运动员。她曾代表加拿大参加世界赛艇锦标赛，获得一枚金牌和一枚铜牌。她也曾参加1984年夏季奥林匹克运动会。